# Frank Delle
Frank Delle (* 1966 in Bremerhaven) ist ein deutscher Jazzmusiker (Tenor- und Baritonsaxophon, auch Klarinetten und Flöten).

## Leben und Wirken
Delle interessierte sich früh für Musik und machte eine Lehre als Musikalienhändler. Er arbeitete mehr als zehn Jahre in einem Musikgeschäft und begann erst während dieser Zeit Saxophon zu spielen. Nachdem er 1986 ein Stipendium für das MacPhail Center for the Arts in Minneapolis erhalten hatte, begann er sich für ein Musikstudium zu interessieren. Nach einem Musikstudium an der Hochschule für Musik und Theater Hamburg, das er ab 1992 absolvierte, wurde er Berufsmusiker. 1996 erhielt er den Kulturförderpreis der Stadt Bremerhaven.
Seit 2001 gehört Delle der NDR Bigband an, zunächst als Baritonsaxophonist, seit 2016 als Tenorsaxophonist. Dort ergaben sich musikalische Projekte und Konzerte beispielsweise mit Maria Schneider, Joe Sample, Al Jarreau, Norma Winstone, Michael Gibbs, Wayne Shorter, Gebhard Ullmann, George Gruntz/Peter O. Chotjewitz, Stefano Bollani, Nils Wogram, Dave Holland und Dave Douglas, die teilweise auch auf Alben dokumentiert sind. Daneben leitet er eigene Bands, mit denen ebenfalls Alben entstanden sind, gehörte aber auch zur Band von Inga Rumpf, zum Quintett von Martin Wind / Buggy Braune und zum Quartett von Giorgi Kiknadze. Er ist auch auf Alben von Clark Terry, Cynthia Utterbach, Bob Brookmeyer/Ed Partyka, Romy Camerun oder Olaf Stötzler zu hören.

## Diskographische Hinweise
- Frank Delle Quartett Wherever You’ve Gone (1998)
- Frank Delle Quintett Confined Freedom (2001, mit Sean Jones, Håvard Wiik, Olaf Casimir, Heinrich Köbberling)
- Frank Delle Trio The Way Things Fall (Jazzsick 2011, mit Robert Landfermann, Jonas Burgwinkel)[1]